# L'Incroyable Bibliothèque de M. Lemoncello (film)
Pour plus de détails, voir Fiche technique et Distribution.
L'Incroyable Bibliothèque de M. Lemoncello d'après le roman L'Incroyable Bibliothèque de M. Lemoncello de Chris Grabenstein est un téléfilm américain réalisé par Scott McAboy diffusé le 9 octobre 2017 sur Nickelodeon.
En France, le téléfilm est diffusé le 11 novembre 2017 sur Nickelodeon France.

## Synopsis
Douze enfants de 12 ans en sixième année vont vivre une incroyable nuit de plaisir et d'aventure ininterrompue dans la bibliothèque futuriste de M. Lemoncello.

## Fiche technique
- Titre français : L'Incroyable Bibliothèque de M. Lemoncello
- Titre original : Escape From Mr. Lemoncello's Library
- Réalisation : Scott McAboy
- Scénario : James Freeman, Chris Grabenstein, Brian Jarvis, Alex J. Reid
- Musique : Paul E. Francis
- Cinématographie : Charles Minsky
- Casting : Sean Cossey, J.J. Ogilvy
- Direction artistique : Brentan Harron
- Costume : Tanya Lipke
- Décoration : Victoria Pearson
- Édition du film : Damon Fecht
- Effets spéciaux : Ryan Bilodeau, Alex Burdett
- Effets visuels : Pravenn Allu, Andrés Arias Gómez, Angelo Beceiro Collinicos, Kirsten Bligh, Jeff Butler, Alfonso Chin, Danielle Davis, David Jose Ferreira, Junyoung Han, Sven Hohmeier, Jeremy Johnson, Ankit Kenia, Grant Lynch, Ryan MacDuff, Sean Ryan McEwan, Taylor McNutt, Bobby Myers, Marco Raposo de Barbosa, Annel Rautenbach, Chris Ritvo, Milan Schere, Leonardo Silva, Mathapo Tlou, Byron Tofas, Stephanie Traut, Anil Kumar Verma, Brianne Wells
- Production :  Jim Head, Scott McAboy, Michael Sammaciccia, Amy Sydorick
- Production manager : Wayne Bennett
- Production design : Chris August
- Société de production : Pacific Bay Entertainment Canada, Pacific Bay Entertainment, Random House Films, Nickelodeon Movies
- Société de distribution :
- Budget : $ 5 000 000
- Pays de production :  États-Unis
- Langue : Anglais
- Durée : 69 minutes
- Format : Couleur
- Genre : Famille
- Dates de sortie : 
  - États-Unis : 9 octobre 2017
  - France : 11 novembre 2017
- Public : Tout public

## Distribution
- Casey Simpson : (VF : Émilie Guillaume) Kyle Keeley
- Breanna Yde : (VF : Béatrice Wegnez) Akimi Hughes
- Klarke Pipkin : Sierra Russell
- AJ Rivera : Andrew Peckelman (Angel Luis Rivera Jr.)
- Russell Roberts : M. Luigi L. Lemoncello
- Ty Consiglio : Charles Chiltington
- Hayley Scherpenisse : Haley Dayley
- Patti Allan : Mrs. Tobin
- Katey Hoffman : Dr. Zinchenko
- Ombu Ance : Kayla Corson
- Sean Campbell : M. Keeley
- Tanya Champoux : Mme Keeley
- Graham Verchere : Curtis Keeley
- Samuel Braun : Mike Keeley (Sam Braun)
- Hannah Cheramy : Rose Vermette
- Dylan Kingwell : Sean Keegan
- Lily Killam : Bridgette Wadge
- Anantjot S Aneja : Miguel Fernandez (Anant Aneja)
- Jena Skodje : Yasmeen Smith-Snyder
- Lisa MacFadden : Modèle:Mme Cameron
- Paul Barton : l'homme anglais
- Guy Christie : journaliste et reporter
- Dean McKenzie : policier
- Joe Doresso : Angelo
- Simon Pidgeon : Hansel
- Devyn Dalton : Gretel
- John DeSantis : Frankenstein
- Brin Alexander : méchante sorcière de l'Est
- Breanna Watkins : loup-garou
- Alexander Mandra : Dracula (Alex Mandra "Sasha")
- Kari Wahlgren : Charlotte (voix)
- Dana Snyder : le troll (voix)